# Pic de Tenneverge
Pic de Tenneverge är en bergstopp i Schweiz. Den ligger i den sydvästra delen av landet, 100 km söder om huvudstaden Bern. Toppen på Pic de Tenneverge är 2 985 meter över havet, eller 288 meter över den omgivande terrängen. Bredden vid basen är 2,0 km.
Terrängen runt Pic de Tenneverge är huvudsakligen bergig. Närmaste större samhälle är Martigny, 14,9 km öster om Pic de Tenneverge. 
Trakten runt Pic de Tenneverge består i huvudsak av gräsmarker. Runt Pic de Tenneverge är det glesbefolkat, med 13 invånare per kvadratkilometer.